# 木枯しの二人
「木枯しの二人」（こがらしのふたり）は、1974年12月1日に発売された伊藤咲子の3枚目のシングル。

## 解説
初めて日本の作曲家による楽曲がA面に採用されたシングル盤。リリースが年末だったこともあり、翌年に渡ってセールスを伸ばし、自身最大のヒット曲となる。また1975年のオリコン年間チャートでは36位にランクインしている。
「こがらし」は「木枯らし」という送り仮名が規範的であるため、当曲の曲名は特にWeb上で「木枯らしの二人」と誤記されていることが多く見うけられるが、正式の表記は「木枯しの二人」である。
作詞家・阿久悠が逝去後の2007年大晦日のテレビ東京系『第40回年忘れにっぽんの歌』の阿久悠追悼コーナーに、また作曲家・三木たかしが逝去後の2009年7月のテレビ東京系『夏まつりにっぽんの歌』の三木たかし追悼コーナーに、それぞれ伊藤が出演し当曲を披露した。

## 収録曲
- 両楽曲共に、作詞：阿久悠／作曲・編曲：三木たかし

1. 木枯しの二人 (03:24)
2. 赤ちゃんみたいな女の子 (04:30)

## 関連作品
- GOLDEN☆BEST 伊藤咲子
- エッセンシャル・ベスト 伊藤咲子
- 青春歌年鑑 1975